# Schoorheide
Schoorheide is een gehucht in de gemeente Balen in de Belgische provincie Antwerpen.
Hier bevond zich oorspronkelijk de Schoorse Heide, een gemeynt dat behoorde aan het gehucht Schoor, en later aan de gemeente Balen.

## Geschiedenis
In 1847 wilde de gemeente deze gronden verkopen om te bebouwen, maar er was weinig interesse. Van 1863-1866 werden de gronden opgekocht door Jules Malou, die toen Minister van Financiën was. Dit Domein Malou werd door de erfgenamen uitgebreid tot 317 ha.
In 1928 werd het domein opgekocht door verzekeringsmaatschappij Antverpia, welke de grond wilde inzetten voor economische doeleinden. De economische crisis verhinderde dit plan, waarna men de gronden ging ontginnen ten behoeve van de landbouw. In de periode 1933-1953 werden er 20 modelboerderijen gebouwd, elk voorzien van een koer, lusthof, moestuin en boomgaard.
In 1939 werd een kapel ingewijd die, evenals de boerderijen, was ontworpen door architect P. Backer. Begin jaren 40 van de 20e eeuw werd ook een schooltje ingericht, en in 1948 volgde een echt schoolgebouw met klooster.
In 1962 kreeg Antverpia toestemming om een deel van haar grondgebied voor woningbouw te verkavelen, en sindsdien zijn er een groot aantal woningen gebouwd.

## Bezienswaardigheden
- Op 11 september 1944 werden acht burgers door de Duitsers neergeschoten, waaraan een monument op de Antverpialaan nog herinnert. Ook een calvarieberg op de begraafplaats herinnert aan deze episode.
- Het Mariapark, uit 1941, bestaat uit een Lourdesgrot en een aantal rozenkranskapellen rond een ovaal plein.
- Ten noordoosten van Schoorheide bevindt zich de Topmolen op de Zwellingsloop, een kunstmatige zijloop van de Grote Nete.
- De Onze-Lieve-Vrouw-van-Lourdeskapel van 1939 werd in 2015 gesloopt.

## Nabijgelegen kernen
Schoor, Leopoldsburg, Kerkhoven

## Bron
- Inventaris Bouwkundig Erfgoed